# Capadocia (serie de televisión)
Capadocia es una serie de televisión original de HBO que cuenta la vida de varias mujeres que por diferentes razones han sido encarceladas. La historia ocurre en un centro penitenciario de la Ciudad de México donde hay una lucha de intereses entre Teresa Lagos y Federico Márquez por implementar sus proyectos personales. Dentro de la cárcel convergen las historias de Aurelia Sosa "La Bambi", Consuelo Ospino "La Colombiana" y Lorena Guerra.
Capadocia es la cárcel modelo del consorcio empresarial EXXO, un emprendimiento privado nacido de intereses políticos y pugnas de poder, un proyecto de reinserción social a partir del trabajo de las reclusas en la maquila de ropa interior -marca Cautiva-, que esconden el verdadero negocio del tráfico de drogas. Ambos proyectos provocan el enfrentamiento entre la figura de la directora, Teresa Lagos (Dolores Heredia), defensora de los derechos humanos, y el operador de EXXO: Federico Márquez (Juan Manuel Bernal). La reclusa Lorena (Ana de la Reguera) lleva la tercera historia central de la trama.
La serie comenzó a filmarse en octubre de 2007 en formato de cine 16 mm. La primera temporada de Capadocia es de 13 capítulos, cada uno de aproximadamente 60 minutos de duración.
Capadocia estuvo nominada a tres premios Premios Emmy Internacional, por Mejor Serie Dramática, Mejor Actriz por Cecilia Suárez y Mejor Actor por Óscar Olivares.

## Reparto
Además de la musicalización, que corrió a cargo de la boricua Kany García (su tema se intitula "Bajo el mismo cielo", producido por Ettore Grenci y grabado y mezclado por Fabrizio Simoncioni), Capadocia cuenta con las actuaciones de:
- Ana de la Reguera (Lorena Guerra)
- Dolores Heredia (Teresa Lagos)
- Alejandro Camacho (José Burian, psicólogo de la cárcel)
- Juan Manuel Bernal (Federico Márquez, operador de EXXO, dueño de Capadocia)
- Cecilia Suárez (Aurelia Sosa ´La Bambi/ Valeria Molina la psicóloga)
- Cristina Umaña (Consuelo Ospino, ´La Colombiana´)
- Marco Treviño (Santiago Marín, jefe de gobierno del DF)
- Dolores Paradis (Andrea Marín, hija de Santiago y Teresa)
- Silvia Carusillo (Isabel Clave)
- Wendy de los Cobos (Lina Herrán, diseñadora de Cautiva)
- Rodrigo de la Rosa (Daniel, alumno de Teresa en la universidad)
- Héctor Arredondo (Patrick, esposo de Lorena)
- Óscar Olivares (Antonia, transexual encarcelada)
- Luisa Huertas (Doña Magos)
- Eréndira Ibarra (Sofía López)
- Aída López (´La Negra´)
- Alexander Holtmann (Carter)
- Mariana Gajá (Clara, ´La Santita de la Roma´)
- Patricia Llaca (Brenda Yamilet)
- Claudio Lafarga (Miguel Aguilar)
- María José Capella Cañedo (Enfermera)

El guion es original de Laura Sosa, Leticia López Margalli, Guillermo Ríos, Carmen Madrid y Joaquín Guerrero Casasola.

## Segunda temporada
La segunda temporada se estrenó el 19 de septiembre de 2010 por HBO Latinoamérica, y finalizó el domingo 12 de diciembre del mismo año. El 13 de julio de 2010 se lanzó el primer tráiler oficial de la segunda temporada de la serie.
La serie contó nuevamente con las actuaciones de: Dolores Heredia, Ana de la Reguera, Cecilia Suárez, Cristina Umaña, Marco Treviño, Juan Manuel Bernal, Aída López
y nuevas participaciones de: Saul Lisazo, Patricia Llaca, Sara Maldonado, Marina de Tavira, Ximena Ayala, Gustavo Sánchez Parra, Irene Azuela, Jorge Zarate, Eileen Yáñez, Marco Pérez, Nailea Norvind, Iván Cortes, Marimar Vega, Andrés Palacios, Lisa Owen, Rodrigo Abed, Margarita Rosa de Francisco, Mario Zaragoza, Paloma Woolrich, Alejandra Haydee, Eréndira Ibarra, Paulina Gaitán, Oscar Olivares, Claudette Maille, Beatriz Cecilia, Camila Ibarra, Ileana Pereira,  entre otros.

## Tercera temporada
El 23 de septiembre de 2012 se estrenó la 3.ª y última temporada, en el canal HBO.
La serie contó nuevamente con las actuaciones de: Dolores Heredia, Ana de la Reguera, Cecilia Suárez, Marco Treviño, Juan Manuel Bernal, Aída López y nuevas participaciones de: Damián Alcázar, Itati Cantoral, Gabriela de la Garza, Mauricio Ochmann, Ernesto Gómez Cruz, Adriana Barraza,  Alexander Holtmann, Lourdes Reyes, Miguel Garza, Miguel Loyo entre otros.